# Distretto di Morales
Il distretto di Morales è uno dei quattordici distretti  della provincia di San Martín, in Perù. Si trova nella regione di San Martín e si estende su una superficie di 43,91 chilometri quadrati.

Istituito il 31 ottobre 1932, ha per capitale la città di Morales; al censimento 2005 contava 21.657 abitanti.